# Skast Herred
Skast Herred, også stavet Skads, var et herred i Ribe Amt. Tidligt i middelalderen hørte det under Vardesyssel. Senere kom det først under Varde Len, og så under Riberhus Len, og fra 1660 Riberhus Amt. I 1796 kom det med i det da dannede Ribe Amt.
I herredet ligger købstaden Esbjerg følgende sogne:
- Agerbæk Sogn (Ej vist på kort)
- Alslev Sogn
- Bryndum Sogn
- Fåborg Sogn
- Gjesing Sogn (Ej vist på kort)
- Grimstrup Sogn
- Grundtvigs Sogn (Ej vist på kort)
- Guldager Sogn
- Hjerting Sogn (Ej vist på kort)
- Hostrup Sogn
- Jerne Sogn (Ej vist på kort)
- Kvaglund Sogn (Ej vist på kort)
- Nordby Sogn
- Næsbjerg Sogn
- Skads Sogn (Skast)
- Sneum Sogn
- Sædden Sogn (Ej vist på kort)
- Sønderho Sogn
- Tjæreborg Sogn
- Treenigheds Sogn (Ej vist på kort)
- Vester Nebel Sogn
- Vester Nykirke Sogn
- Vester Starup Sogn
- Vor Frelsers Sogn (Ej vist på kort)
- Årre Sogn
- Øse Sogn
- Zions Sogn (Ej vist på kort)

Det historiske kildemateriale fra 1600-tallet og 1700-tallet er relativt rigt for Skast Herred, hvorfor der også findes flere undersøgelser af det danske landbosamfund i perioden, der baserer sig på dette. De to største er:
- Hans Henrik Appel: Tinget, magten og æren. Studier i sociale processer og magtrelationer i et jysk bondesamfund i 1600-tallet (disputats), Odense Universitetsforlag 1999 ISBN 87-7838-408-7
- Henrik Vensild: Bondegårde i Skast Herred 1636-1760. Deres byggemåde og indretning, Landbohistorisk Selskab 2004 ISBN 87-7526-189-8

Dertil kommer en række tidsskriftsartikler og artikler i festskrifter, der tager udgangspunkt i den udgave af Skast Herreds Tingbog 1636-1640, der 1955-1969 blev udgivet i fem bind ved Poul Rasmussen af Udvalget for Udgivelse af Kilder til Landbefolkningens Historie.